# Actinopyga palauensis
Actinopyga palauensis е вид морска краставица от семейство Holothuriidae. Видът е незастрашен от изчезване.

## Разпространение и местообитание
Разпространен е в Австралия, Ниуе, Нова Каледония, Палау и Тонга.
Среща се на дълбочина от 9 до 15 m, при температура на водата от 24,4 до 28 °C и соленост 34,8 – 36 ‰.